# Lipoptena
Genre
Lipoptena est un genre d'insectes diptères de la famille des Hippoboscidae.

## Liste d'espèces

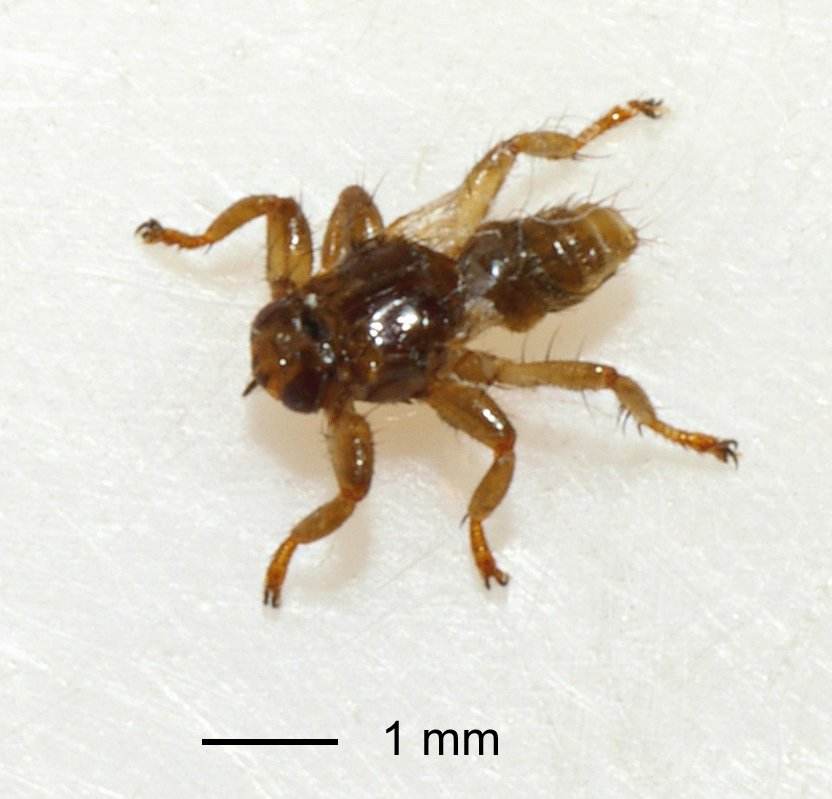
Lipoptena cervi

- Genre Lipoptena Nitzsch, 1818
  - Groupe d'espèces 'a'
    - L. axis Maa, 1969
    - L. cervi Linné, 1758
    - L. efovea Speiser, 1905
    - L. fortisetosa Maa, 1965
    - L. japonica Bequaert, 1942
    - L. nirvana Maa, 1969
    - L. pauciseta Edwards, 1919
    - L. rusaecola Bequaert, 1942
    - L. saepes Maa, 1969
    - L. sigma Maa, 1965
    - L. timida Maa, 1969

  - Groupe d'espèces  'b'
    - L. pteropi Denny, 1843

  - Groupe d'espèces  'c'
    - L. arianae Maa, 1969
    - L. capreoli Rondani, 1878
    - L. chalcomleaena Speiser, 1904
    - L. couturieri Séguy, 1935
    - L. grahami Bequaert, 1942
    - L. saltatrix Maa, 1969
    - L. weidneri Maa, 1969

  - Groupe d'espèces 'd'
    - L. binoculus Speiser, 1908
    - L. hopkinsi Bequaert, 1942
    - L. iniqua Maa, 1969
    - L. paradoxa Newstead, 1907
    - L. sepiacea Speiser, 1905

  - Groupe d'espèces 'e'
    - L. depressa depressa Say, 1823
    - L. depressa pacifica Maa, 1969
    - L. guimaraesi Bequaert, 1957
    - L. mazamae Rondani, 1878

  - Incertae sedis
    - L. doszhanovi Grunin, 1974
    - L. pudui Peterson & Maa, 1970
    - L. sikae Mogi, 1975[1]

## Systématique
Le nom valide complet (avec auteur) de ce taxon est Lipoptena Nitzsch, 1818.
Lipoptena a pour synonymes :
- Haemobora Curtis, 1824
- Leptoptena Walker, 1849
- Leptoptenys Schiner, 1868
- Leptotaena Blanchard, 1840
- Lipoptera Siebold, 1845
- Lipotena Latreille, 1829
- Lipotepna Latreille, 1829
- Ornithobia Meigen, 1830